# NGC 638
NGC 638 ist eine Balken-Spiralgalaxie vom Hubble-Typ SBb im Sternbild Fische auf der Ekliptik. Sie ist schätzungsweise 144 Millionen Lichtjahre von der Milchstraße entfernt und hat einen Durchmesser von etwa 35.000 Lichtjahren. Gemeinsam mit vier weiteren Galaxien bildet sie die NGC 645-Gruppe (LGG 28)
Im selben Himmelsareal befindet sich u. a. die Galaxie NGC 652.
Das Objekt wurde am 22. Oktober 1886 von dem US-amerikanischen Astronomen Lewis A. Swift entdeckt.